# Granja en el valle
Granja en el valle es un cuadro del pintor romántico británico John Constable. Está datado en 1835. Se trata de un óleo sobre tela que mide 147,3 centímetros de alto por 125 centímetros de ancho. Actualmente se conserva en la Tate de Londres, Reino Unido.
Esta obra fue realizada por Constable y retocada varias veces, ya que no acababa de quedar satisfecho con el «granizo» y la «nieve» que cubrían el lienzo y por el que fue especialmente criticado. La nieve de Constable es una técnica usada por él que se hizo famosa, idónea para traducir los cambios atmosféricos. La expuso en la Royal Academy y después siguió trabajando en ella. Antes de ser acabada la vendió por 300 libras, la mayor cantidad que obtuvo por una obra.
Se representa aquí la casa del campesino Willy Lott en Flatford, que también aparece en La carreta de heno. Se trata de una casa en el valle del río Stour.
Es una vista romántica de un paisaje otoñal, dominado por tonos marrones y dorados. Carece de la luminosidad brillante de las obras maestras de Constable.